# Messgeräteabweichung
Als Messgeräteabweichung werden Abweichungen der Anzeige (allgemein des Ausgangssignals) eines Messgerätes vom wahren Wert bezeichnet, die allein durch das Messgerät verursacht werden.

## Abgrenzung
Gemäß der Sprachregelung durch DIN 1319 gibt es Messgeräte
- mit Anzeige,
- ohne Anzeige, das sind Messumformer und Messumsetzer, die

- ein pneumatisches Signal (eingeprägter Druck) oder
- ein elektrisches analoges Signal (z. B. Einheitssignal) oder
- ein elektrisches digitales Signal (z. B. zur Ankopplung an Profibus)

ausgeben.
Durch das Zusammenwirken eines Messgerätes mit einem Messobjekt kann eine Messabweichung bzw. ein Messfehler entstehen. Z. B. verbraucht ein Spannungsmesser in der Regel einen kleinen Strom, den er durch seine Eingangsklemmen aufnimmt. Je nach Innenwiderstand der Spannungsquelle und je nach Leitungswiderständen erzeugt die Stromaufnahme einen nicht unbedeutenden Spannungsverlust. Man misst weniger als die (mit einem idealen Spannungsmesser messbare) Leerlaufspannung der Spannungsquelle. Es entsteht eine Rückwirkungsabweichung (Schaltungseinflussfehler), eine systematische Abweichung, die immer negativ ist. Ihre Größe wird nicht nur gekennzeichnet durch ein Messgeräte-Kennzeichen, z. B. durch den Messgeräte-Innenwiderstand, sondern auch durch Kennzeichen des Messobjektes. Wegen dieser Verkopplung werden Abweichungen durch Eigenverbrauch hier nicht behandelt.
Beobachtereinflüsse werden hier ebenfalls nicht behandelt.
Im Weiteren soll es daher um Abweichungen eines Messgerätes mit Anzeige, die ausschließlich Eigenschaften des Gerätes selber sind, gehen.
Bei diesen Geräten sind zu unterscheiden 
- analog arbeitende Messgeräte mit  Skalenanzeige,
- digital arbeitende Messgeräte mit  Ziffernanzeige.

Es gibt aber auch 
- analog arbeitende Messgeräte mit Ziffernanzeige,

z. B. Energiezähler (sogenannte Kilowattstunden-Zähler) mit Ziffernrollen; diese haben auf der niederwertigsten Stelle eine kontinuierlich durchlaufende Ziffernrolle, versehen mit einer kleinen Strichskale; sie sind in Blick auf ihre Abweichungen zu behandeln wie Geräte mit Skalenanzeige,
- digital arbeitende Messgeräte mit Skalenanzeige,

z. B. Bahnhofsuhren, die überwiegend keinen Sekundenzeiger enthalten; diese sind in Blick auf ihre Abweichungen zu behandeln wie Geräte mit Ziffernanzeige (wegen Ankopplung dieser Uhren an die Zeitreferenz reduziert auf die Quantisierungsabweichung; siehe auch Digitale Messtechnik).

## Geräteabweichungen anzeigender Messgeräte

### Gemeinsames
Trägt man das Ausgangssignal (abgelesener Wert) als Funktion des Eingangssignals (Messgröße) in einem rechtwinkligen, linear geteilten Koordinatensystem auf, so erhält man die Kennlinie, die als linear angestrebt wird (bei Digital-Geräten linear, wenn man nur die linken (oder rechten) Ecken der gestuften Kennlinie verbindet). Bei der Kennlinie sind drei Abweichungen möglich:

Beispiele für Abweichungen von einer Messgröße (gestrichelte Linie)
a) Nullpunktabweichung (additiv), b) Empfindlichkeitsabweichung (multiplikativ), c) Linearitätsabweichung

1. Verschiebung der Näherungsgeraden: Anfangspunktabweichung (häufig Nullpunktabweichung),
2. Verdrehung der Näherungsgeraden: Steigungsabweichung oder Empfindlichkeitsabweichung,
3. Abweichung von der Näherungsgeraden: Linearitätsabweichung.

Die Messabweichungen werden im Rahmen der Herstellung durch Justierung möglichst klein gemacht; durch Unvollkommenheit der Konstruktion, der Fertigung und der Justierung werden sie aber nicht null.
Im praktischen Einsatz unterliegt ein Messgerät verschiedenen Umwelteinflüssen, die weitere Messabweichungen hervorrufen, z. B. wenn es bei einer anderen Temperatur betrieben wird als bei der Justierung.

### Messgeräte mit Skalenanzeige
Für diese Geräte ist in der Regel ein Einsteller für den Nullpunkt frei zugänglich, so dass die Nullpunktsabweichung vermeidbar ist. Für die Messabweichung aus den übrigen Gründen wird eine zusammenfassende Aussage gemacht durch die Angabe eines  Klassenzeichens. Dieses beschreibt
1. den Betrag der maximalen Eigenabweichung, also der Messabweichung bei Betrieb unter denselben Bedingungen wie bei der Justierung, den sogenannten Referenzbedingungen,
2. den Betrag der maximalen Einflusseffekte, also der zusätzlich auftretenden Messabweichungen, wenn das Gerät nicht unter Referenzbedingungen betrieben wird, aber wenigstens noch in einer zulässigen Nähe zur jeweiligen Referenzbedingung, im  Nenngebrauchsbereich.

Auf Beispiele unter dem Stichwort Genauigkeitsklasse wird verwiesen.

### Messgeräte mit Ziffernanzeige
Der Nullpunkt ist innerhalb der Breite einer Stufe der Kennlinie nicht justierbar (Nullpunktsabweichung). Bei der Ablesung eines Messwertes kommt eine weitere Messabweichung, die Quantisierungsabweichung – ebenfalls bis zur Breite einer Stufe – hinzu; beide ergeben zusammen die Fehlergrenze von ± 1 Ziffernschritt (auf der niederwertigsten Stelle) oder ± 1 Digit. Bei manchen Messaufgaben, z. B. bei Wechselstrommessungen, kann diese Fehlergrenze größer sein. Sie gilt im ganzen Messbereich und wird vielfach umgerechnet in Prozent vom Endwert (v. E.) angegeben.
Die nächste Abweichung kommt von der Steigung der angenäherten Kennlinie her. Der Grenzwert dieser Empfindlichkeitsabweichung wird in Prozent vom Messwert (v. M.) bzw. von der Anzeige (v. A.) angegeben. Die dritte oben genannte Abweichung, durch die Nichtlinearität des Analog-Digital-Umsetzers (ADU), liegt häufig so weit unter 1 Ziffernschritt, dass sie keiner Beachtung bedarf. Die Gesamt-Fehlergrenze setzt sich also aus zwei Teilen zusammen, die korrekterweise beide als Summe anzugeben sind.
Klassenzeichen gibt es hier nicht. Angaben zur Fehlergrenze gelten nur bei Bedingungen, die den Referenzbedingungen entsprechen. Diese legt allerdings jeder Hersteller nach eigenem Ermessen fest. Mit deren Angabe sowie der Angabe zur erweiterten Fehlergrenze, die Einflusseffekte einschließt, sind manche Hersteller sehr zurückhaltend.
Beispiel zur Handhabung der Fehlergrenzangaben:
Messbereich (MB) 200 V, aufgelöst in 20 000 Schritte (Digit), so dass 1 Digit {\displaystyle {\hat {=}}} 0,01 V.
Für den Gleichspannungs-MB wird das Gerät spezifiziert zu {\displaystyle G_{g}} = 0,02 % v. M. + 0,005 % v. E.
Für den Wechselspannungs-MB wird das Gerät spezifiziert zu {\displaystyle G_{w}} = 0,2 % v. M. + 0,015 % v. E.
Im konkreten Fall einer angelegten Spannung von 100 V ergeben sich
{\displaystyle G_{g}} = 0,02 %⋅100 V + 0,005 %⋅200 V = 0,02 V + 0,01 V = 0,03 V {\displaystyle {\hat {=}}} 3 Digit
{\displaystyle G_{w}} = 0,2 %⋅100 V + 0,015 %⋅200 V = 0,2 V + 0,03 V = 0,23 V {\displaystyle {\hat {=}}}  23 Digit
Anmerkung: Dieses zweite Ergebnis ist vielleicht überraschend, aber selbst für einen hochwertigen, recht hoch auflösenden Spannungsmesser durchaus realistisch: Bereits die vorletzte Stelle kann hier um eine Zwei abweichen.